# Greg Bryk
Gregory Michael Bryk (19 de agosto de 1972) é um ator canadense de cinema e televisão. Ele teve muitos papéis em filmes, e é mais conhecido pela sua participação regular em três diferentes programas de televisão—ReGenesis, XIII: The Series e Bitten. Ele também é muito conhecido por seu papel em 2018 no jogo eletrônico Far Cry 5 desenvolvido pela Ubisoft Montreal, no qual ele deu a sua voz e aparência para o personagem Joseph Seed, o principal antagonista do jogo.

## Início da vida e educação
Bryk se formou na Queen's University at Kingston, no ano de 1994, com um grau de bacharel de Artes em Drama. Enquanto estudava na Queen's, ele foi um membro da equipe de futebol americano como um linebacker. Durante seu tempo na equipe, ele ajudou a Gaels a ganhar o 28th Vanier Cup.

## Filmografia
- Men with Brooms (2002) como Alexander 'The Juggernaut' Yount[2]
- The Gospel of John (2003) como Disciple
- Pizza Shop (2005)
- A History of Violence (2005) como Billy
- Neil (2005) como Neil
- Living Death (2006) como Victor Harris
- Weirdsville (2007) como Abel
- Poor Boy's Game (2007) como Keith Rose
- Shoot 'Em Up (2007) como Lone Man
- Grindstone Road (2008) como Graham
- The Incredible Hulk (2008) como Commando #1
- You Might as Well Live (2008) como Dixie
- Saw V (2008) como Mallick
- XIII: The Conspiracy (2008) como Colonel Amos
- Dolan's Cadillac (2009) como Chief
- Screamers: The Hunting (2009) como Andy Sexton
- Saw 3D (2010) como Mallick
- Red: Werewolf Hunter (2010) como Marcus Sullivan
- Immortals (2011) como Nycomedes
- Mistletoe Over Manhattan (2011) como Joe Martel
- The Phantoms (2012) como Grey Young
- Borealis (2015) como Hunter
- Lost &amp; Found (2016) como Jim Walton
- High-Rise Rescue (2017) como Jack Davis
- Far Cry 5: Inside Eden's Gate (2018) como Joseph Seed/Pai
- Code 8 (2019) como Marcus Sutcliffe
- Secret Society of Second-Born Royals (2020) como Interno 34

## Televisão
- Relic Hunter (1999–2000) Temporada 1, episódio 20 como entregador / membro da banda "Slayer"
- ReGenesis (2004–08) como Weston Field
- XIII: The Conspiracy (2008) como Colonel Amos
- Blood Ties (2008) como Father Cascioli
- Aaron Stone (2010) como Damaged
- XIII: The Series (2011–12) como Colonel Amos
- Covert Affairs (2011) como Nils Kroft
- Family Renovation (2011) como ele mesmo
- Lost Girl (2012) Season 2, episódio 20 como Cleasby
- Nikita (2013) como Karl Jaeger
- Bitten (2014–16) como Jeremy Danvers
- Reign (2014) como Viscount Richard Delacroix
- The Divide (2014) como Raymond
- The Book of Negroes (2015) como Robinson Appleby
- The Expanse (2015–16) como Lopez
- Fargo  (2015) como Virgil Bauer
- Wynonna Earp (2016) como Jack
- Frontier (2016–present) as Cobbs Pond
- Saving Hope (2017) como Danny
- Mary Kills People (2017) como Grady
- Ransom (2017) como Rand Govender
- The Handmaid's Tale (2017) como Commander Cushing
- Caught (2018) como Cyril Carter

## Jogos eletrônicos
- Far Cry 5 (2018) como Joseph Seed/Pai
- Far Cry: New Dawn (2019) como Joseph Seed/Pai